# Cyllopoda breviplaga
Cyllopoda breviplaga là một loài bướm đêm trong họ Geometridae.